# Anthony Méndez
Anthony Méndez – dominikański zapaśnik walczący w stylu klasycznym. Trzeci na mistrzostwach Ameryki Południowej w 2012. Złoty medalista mistrzostw panamerykańskich juniorów w 2012, wicemistrz w 2013.